# یواس‌اس ساسکوهنا (ای‌اوجی-۵)
یواس‌اس ساسکوهنا (ای‌اوجی-۵) (به انگلیسی: USS Susquehanna (AOG-5)) یک کشتی است که طول آن ۳۱۰ فوت ۹ اینچ (۹۴٫۷۲ متر) می‌باشد. این کشتی در سال ۱۹۴۲ ساخته شد.